# Сильвестр (Бэлэнеску)
Епи́скоп Сильве́стр (рум. Episcop Silvestru, в миру Симеон Бэлэнеску, рум. Simeon Bălănescu или Бэлэшеску, рум. Bălăşescu; 16 июля 1838, деревня Пынгэрэчилор, комутат Пынгэраци, жудец Нямц — 25 ноября 1900, Бухарест) — епископ Румынской православной церкви, епископ Хушский.

## Биография
Учился в семинарии в Монастыре Сокола (1551—1862). В 1854 году был пострижен в монашество в Монастыре Бисеркани. В 1859 году был рукоположён в сан иеродиакона. Как ученик семинарии, он был библиотекарем и дьяконом в Соколе, затем в церкви Трёх Святителей в Яссах.
Затем обучался на богословском факультете в Яссах. В 1866 году рукоположён во иеромонаха. В 1867 году стал протосинкеллом. В 1867/1868 учебном году преподаватель в той же семинарии.
В 1868—1873 годы учился в Киевской духовной академии. После возвращения из Киева был назначен преподавателем семинарии в Романе (1874), затем в том же году, Профессор догматики, канонического и пастырского права в Центральной семинарии в Бухаресте (1874—1886); член редакционного комитета журнала «Biserica Ortodoxă Română» (1874), затем председатель этого комитета (1877—1885). В 1876 году возведён в сан архимандрита.
16 сентября 1879 года был рукоположён в титулярного епископа Питештского, викария Арджешской епархии.
Заместитель профессора истории догматики в новом факультете богословия в Бухаресте (1881—1883) и декан (1882—1883).
10 декабря 1886 года был избран епископом Хушским. 22 декабря того же года состоялась его интронизация.
Скончался 25 ноября 1900 в Бухаресте.

## Публикации
- Carte pastală către preoțiǐ și creștiniǐ ortodoxǐ din eparhia Hușilor împreună cu câte-va predici rostite la diferite ocasiunǐ, București, 1887.
- Învĕțăturile pastorale, București, 1888.
- Carte Pastorală către toți creștinii ortodoxi din eparhia Hușilor relativă la însemnătatea legeǐ și în special la căsătoriǐ, București, 1890.
- Tipicul serviciului arhieresc în zile de sărbători mari, București, 1890.
- Discurs pronunțat în Senat în ședința de la 17 Decembre 1890. Cu privire la îmbunătățirea sórtei Elevului, București, 1891.
- [Scrieri] între anii 1886—1896, Bucuresci, [1896].
- Predică despre înțelepciunea cu care trebue să umblăm în veacul de acum, Bucuresci, 1897.
- Viața morală a creștiniluǐ și rugăciuni, București, 1900.